# Barri Femades
La ciutat de Cornellà de Llobregat està composta per 7 barris, alguns dels quals estan dividits al seu torn en diverses unitats territorials. Un d'aquests casos és el Barri de Femades que forma part del Barri Almeda. En aquest barri l'any 2017 hi vivien 1.171 habitants, dels quals 576 eren homes i 595 eren dones.
En aquest barri hi ha un polígon anomenat Polígon Femades. Aquest polígon està situat a la part nord-est de la ciutat entre la Ronda de Dalt i el carrer Femades i delimita amb el barri Centre de la ciutat de l'Hospitalet de Llobregat.
Aquest polígon té una superfície de 16,8 ha i es va crear als anys vuitanta. Allà s'hi va desenvolupar l'activitat econòmica de la indústria d'alimentació principalment. Cap als últims anys, en aquest polígon s'han creat locals d'oci nocturn, sobretot bars i discoteques. Aquest fet ha produït malestar entre els veïns de l'Hospitalet de Llobregat, ja que les discoteques generen soroll quan les persones en surten i des del 2007 els veïns de l'Hospitalet estan amb processos judicials contra l'Ajuntament de Cornellà de Llobregat. També hi han intervingut el síndic de greuges i altres entitats per decidir quines mesures es duen a terme vers l'oci nocturn d'aquest polígon.